# 马尔切洛·德尔杜卡
马尔切洛·德尔杜卡（義大利語：Marcello Del Duca，1950年8月31日—），意大利前男子水球运动员。他曾代表意大利国家队参加1976年夏季奥林匹克运动会水球比赛，结果获得一枚银牌。